# 1554
Il 1554 (MDLIV in numeri romani) è un anno  del XVI secolo.

## Eventi
- La guerra con la Spagna, costringe i francesi ad abbandonare la Toscana.
- Viene scritto Lazarillo de Tormes, un romanzo picaresco spagnolo di autore ignoto.
- 5 gennaio – Grande incendio di Eindhoven (Paesi Bassi).
- 25 gennaio – Missionari gesuiti fondano nell'odierno Brasile la città di San Paolo, in onore della festività religiosa che ricorda la conversione del santo.
- 23 marzo – Battaglia di Chiusi: L'esercito della coalizione imperiale (Sacro Romano Impero, Impero spagnolo e Ducato di Firenze) incassa una dura sconfitta dalle truppe coalizzate della Repubblica di Siena e del Regno di Francia.
- 25 luglio – Matrimonio di Maria I d'Inghilterra con Filippo II di Spagna, figlio ed erede di Carlo V.
- 2 agosto – Nella battaglia di Scannagallo l'esercito franco-senese, comandato da Piero Strozzi, soccombe a quello ispano-mediceo assoldato dall'imperatore Carlo V. L'esito sfavorevole ai senesi segnò il punto di svolta nella Guerra di Siena ed un colpo fatale per la Repubblica di Siena, costretta ad arrendersi definitivamente al nemico cinque anni dopo.
- 13 agosto – Nella battaglia di Renty l'esercito francese di Enrico II sconfigge l'esercito imperiale di Carlo V.

## Nati

### Gennaio
- 1º gennaio - Ludovico III di Württemberg, duca tedesco († 1593)
- 9 gennaio - Papa Gregorio XV, papa, arcivescovo cattolico e cardinale italiano († 1623)
- 11 gennaio - Curzio Picchena, umanista italiano († 1626)
- 20 gennaio - Gian Battista Caotorta, politico italiano († 1597)
- 20 gennaio - Sebastiano I del Portogallo, re portoghese († 1578)

### Febbraio
- 6 febbraio - Ippolito della Rovere, militare italiano († 1620)
- 21 febbraio - Alessandro di Sassonia, principe tedesco († 1565)
- 27 febbraio - Giovanni Battista Paggi, pittore italiano († 1627)

### Marzo
- 1º marzo - William Stafford, nobile e agente segreto inglese († 1612)
- 9 marzo - Ascanio Persio, linguista, umanista e grecista italiano († 1610)
- 18 marzo - Giosia I di Waldeck, nobile tedesco († 1588)
- 21 marzo - Gastón de Moncada y Gralla, nobile, politico e diplomatico spagnolo († 1626)
- 22 marzo - Catherine de Parthenay, umanista, poeta e mecenate francese († 1631)
- 26 marzo - Carlo di Guisa, nobile francese († 1611)
- 28 marzo - Ivan Ivanovič di Russia,  russo († 1581)

### Aprile
- 15 aprile - Giovanni Da Lezze, militare e politico italiano († 1625)
- 15 aprile - Simone VI di Lippe, nobile tedesco († 1613)

### Maggio
- 26 maggio - Girolamo Dandini, gesuita, teologo e diplomatico italiano († 1634)

### Giugno
- 3 giugno - Pietro de' Medici, nobile, generale e politico italiano († 1604)
- 5 giugno - Benedetto Giustiniani, cardinale italiano († 1621)

### Luglio
- 5 luglio - Elisabetta d'Asburgo, regina († 1592)

### Agosto
- 22 agosto - Ottavio Costa, banchiere e collezionista d'arte italiano († 1639)

### Settembre
- 27 settembre - Cosimo Bottegari, compositore, cantore e liutista italiano († 1620)

### Ottobre
- 1º ottobre - Leonardo Lessio, teologo olandese († 1623)
- 3 ottobre - Fulke Greville, poeta, drammaturgo e politico inglese († 1628)
- 20 ottobre - Bálint Balassi, poeta ungherese († 1594)

### Novembre
- 30 novembre - Philip Sidney, poeta e militare britannico († 1586)

### Dicembre
- 17 dicembre - Ernesto di Baviera, arcivescovo cattolico tedesco († 1612)
- 19 dicembre - Filippo Guglielmo d'Orange, principe († 1618)

### Senza giorno specificato
- Jean Louis de Nogaret de La Valette, militare francese († 1642)
- Lorenzo Binago, architetto italiano († 1629)
- Diane d'Andoins, contessa francese († 1620)
- Arnoldo III di Bentheim-Tecklenburg, nobiluomo tedesco († 1606)
- Ercole Bevilacqua, militare italiano († 1600)
- Carlo III di Borbone, arcivescovo cattolico francese († 1610)
- Paul Bril, pittore e incisore fiammingo († 1626)
- Giulio Calvi, teologo e vescovo cattolico italiano († 1608)
- Jakob Christmann, astronomo e orientalista tedesco († 1613)
- Anton Eisenhoit, incisore, orafo e medaglista tedesco († 1603)
- Jean Errard, architetto, matematico e ingegnere militare francese († 1610)
- Alessandro Giustiniani Longo, doge († 1631)
- Orazio Guarguanti, medico e letterato italiano († 1611)
- Ruy Díaz de Guzmán, esploratore paraguaiano († 1629)
- Hatakeyama Yoshinori, militare giapponese († 1574)
- Thomas Hemerford, presbitero inglese († 1584)
- Richard Hooker, teologo e presbitero inglese († 1600)
- Giovanni Giacomo Imperiale Tartaro, doge († 1622)
- Kani Saizō, militare giapponese († 1613)
- Jacob Kurz von Senftenau, diplomatico e giurista austriaco († 1594)
- Luigi Melzi, politico italiano († 1629)
- Lazzaro Pantaleo Murassana, poeta italiano
- Pedro Osores de Ulloa, generale spagnolo († 1624)
- Emanuele Quero Turillo, vescovo cattolico spagnolo († 1605)
- Sakuma Morimasa, militare giapponese († 1583)
- Germanico Savorgnan, architetto e condottiero italiano († 1597)
- George Somers, ammiraglio britannico († 1610)
- Francis Throckmorton, nobile inglese († 1584)
- Teofilo Torri, pittore italiano († 1623)
- Wakizaka Yasuharu, militare giapponese († 1626)
- Arnoldo Wion, editore e monaco cristiano francese
- Paolo Emilio Zacchia, cardinale italiano († 1605)
- Melchiorre Zoppio, filosofo e drammaturgo italiano († 1634)
- Jean de Bonsi, cardinale e vescovo cattolico italiano († 1621)
- Gilles Durant de la Bergerie, poeta francese († 1614)

## Morti

### Gennaio
- 2 gennaio - Giovanni Manuele d'Aviz, principe portoghese (n. 1537)

### Febbraio
- 4 febbraio - Conrad Meyer, politico e giurista svizzero
- 6 febbraio - Arnold von Bruck, compositore fiammingo
- 12 febbraio - Guilford Dudley, nobile britannico (n. 1536)
- 12 febbraio - Jane Grey, regina britannica (n. 1537)
- 21 febbraio - Hieronymus Bock, botanico tedesco (n. 1498)
- 21 febbraio - Sibilla di Jülich-Kleve-Berg, principessa (n. 1512)
- 23 febbraio - Henry Grey, I duca di Suffolk, duca britannico (n. 1517)
- 24 febbraio - Philip van Wilder, liutista e compositore fiammingo

### Marzo
- 3 marzo - Giovanni Federico I di Sassonia,  tedesco (n. 1503)
- 3 marzo - Silvestro Landino, gesuita italiano (n. 1503)
- 15 marzo - Margherita di Waldeck, nobildonna tedesca (n. 1533)
- 16 marzo - Sabba da Castiglione, religioso, letterato e umanista italiano (n. 1480)
- 24 marzo - Rodolfo II Baglioni, condottiero e politico italiano (n. 1518)
- 29 marzo - Anne de Polignac, nobildonna francese (n. 1495)

### Aprile
- 6 aprile - Giulio Cesare de' Rossi, condottiero italiano (n. 1519)
- 11 aprile - Thomas Wyatt il Giovane, politico britannico (n. 1521)
- 20 aprile - Francesco Bissolo, pittore italiano
- 23 aprile - Gaspara Stampa, poetessa italiana (n. 1523)

### Maggio
- 18 maggio - William Thomas, storico britannico (n. 1524)
- 24 maggio - Brandano, predicatore italiano (n. 1488)
- 31 maggio - Marcantonio Trevisan, doge (n. 1475)

### Giugno
- 6 giugno - Hieronymus Schurff, giurista svizzero (n. 1481)
- 26 giugno - Leone Strozzi, condottiero e ammiraglio italiano (n. 1515)

### Agosto
- 8 agosto - Theobald Billicanus, umanista tedesco (n. 1493)
- 10 agosto - Shiba Yoshimune, militare giapponese (n. 1513)
- 19 agosto - Gerolamo Querini, patriarca cattolico italiano (n. 1468)
- 25 agosto - Thomas Howard, III duca di Norfolk, nobile e politico inglese (n. 1473)
- 27 agosto - Simone Porzio, medico e filosofo italiano

### Settembre
- 21 settembre - Giannantonio Donato Acquaviva d'Aragona, nobile italiano (n. 1485)
- 21 settembre - Alessandro Campeggi, cardinale e vescovo cattolico italiano (n. 1504)
- 22 settembre - Francisco Vázquez de Coronado, esploratore spagnolo
- 25 settembre - Richard Sampson, compositore e vescovo anglicano inglese

### Ottobre
- 21 ottobre - John Dudley, II conte di Warwick, nobile britannico
- 27 ottobre - Giberto II Pio di Savoia, condottiero italiano (n. 1508)

### Novembre
- 25 novembre - Amago Kunihisa, militare giapponese (n. 1492)
- 29 novembre - Francesco Castellalto, militare italiano (n. 1480)

### Senza giorno specificato
- Anna di Laval, nobile francese (n. 1505)
- Francisco de Sandoval Acacitzin
- Jacone, pittore italiano (n. 1495)
- Matthias Apiarius, tipografo, editore e compositore svizzero (n. 1494)
- Antonio Belloni, notaio e storico italiano
- Giovanni Battista Belluzzi, architetto e ingegnere militare sammarinese (n. 1506)
- Pedro Cieza de León, storico, esploratore e militare spagnolo (n. 1512)
- Giovanni Battista Doria, doge (n. 1470)
- Giannandrea Giustiniani Longo, doge (n. 1494)
- Francisco Hernández Girón, militare spagnolo (n. 1501)
- Jinbō Kiyoshige, militare giapponese
- Anna Lascaris, nobildonna italiana (n. 1487)
- Il Moretto, pittore italiano
- Simone Mosca, scultore e architetto italiano (n. 1492)
- Toto del Nunziata, pittore e architetto italiano (n. 1498)
- Christiern Pedersen, teologo danese (n. 1480)
- Teramo Piaggio, pittore italiano (n. 1485)
- Giovan Francesco Rustici, scultore italiano (n. 1475)
- Diego de San Francisco Tehuetzquititzin
- Feliciano de Silva, scrittore spagnolo (n. 1491)
- Solomon Sirilio, rabbino spagnolo (n. 1485)
- Argula von Stauff, nobildonna tedesca (n. 1492)
- Alessandro Vitelli, condottiero italiano (n. 1500)
- Thomas West, IX barone De La Warr, nobile britannico (n. 1475)
- Hugh Willoughby, esploratore britannico
- Ali Abu Hassun, sultano marocchino
- Pero de Góis, politico e militare portoghese (n. 1503)
- Pedro de Heredia, militare e esploratore spagnolo
- Jean Bastier de La Péruse, poeta e drammaturgo francese (n. 1529)
- Giovanni del Giglio, pittore spagnolo

## Calendario
| Calendario 1554 | Calendario 1554 | Calendario 1554 | Calendario 1554 | Calendario 1554 | Calendario 1554 | Calendario 1554 | Calendario 1554 | Calendario 1554 | Calendario 1554 | Calendario 1554 | Calendario 1554 | Calendario 1554 | Calendario 1554 | Calendario 1554 | Calendario 1554 | Calendario 1554 | Calendario 1554 | Calendario 1554 | Calendario 1554 | Calendario 1554 | Calendario 1554 | Calendario 1554 | Calendario 1554 | Calendario 1554 | Calendario 1554 | Calendario 1554 | Calendario 1554 | Calendario 1554 | Calendario 1554 | Calendario 1554 | Calendario 1554 | Calendario 1554 |
| --------------- | --------------- | --------------- | --------------- | --------------- | --------------- | --------------- | --------------- | --------------- | --------------- | --------------- | --------------- | --------------- | --------------- | --------------- | --------------- | --------------- | --------------- | --------------- | --------------- | --------------- | --------------- | --------------- | --------------- | --------------- | --------------- | --------------- | --------------- | --------------- | --------------- | --------------- | --------------- | --------------- |
|                 | 1               | 2               | 3               | 4               | 5               | 6               | 7               | 8               | 9               | 10              | 11              | 12              | 13              | 14              | 15              | 16              | 17              | 18              | 19              | 20              | 21              | 22              | 23              | 24              | 25              | 26              | 27              | 28              | 29              | 30              | 31              |                 |
| Gennaio         | Lu              | Ma              | Me              | Gi              | Ve              | Sa              | Do              | Lu              | Ma              | Me              | Gi              | Ve              | Sa              | Do              | Lu              | Ma              | Me              | Gi              | Ve              | Sa              | Do              | Lu              | Ma              | Me              | Gi              | Ve              | Sa              | Do              | Lu              | Ma              | Me              |                 |
| Febbraio        | Gi              | Ve              | Sa              | Do              | Lu              | Ma              | Me              | Gi              | Ve              | Sa              | Do              | Lu              | Ma              | Me              | Gi              | Ve              | Sa              | Do              | Lu              | Ma              | Me              | Gi              | Ve              | Sa              | Do              | Lu              | Ma              | Me              |                 |                 |                 |                 |
| Marzo           | Gi              | Ve              | Sa              | Do              | Lu              | Ma              | Me              | Gi              | Ve              | Sa              | Do              | Lu              | Ma              | Me              | Gi              | Ve              | Sa              | Do              | Lu              | Ma              | Me              | Gi              | Ve              | Sa              | Do              | Lu              | Ma              | Me              | Gi              | Ve              | Sa              |                 |
| Aprile          | Do              | Lu              | Ma              | Me              | Gi              | Ve              | Sa              | Do              | Lu              | Ma              | Me              | Gi              | Ve              | Sa              | Do              | Lu              | Ma              | Me              | Gi              | Ve              | Sa              | Do              | Lu              | Ma              | Me              | Gi              | Ve              | Sa              | Do              | Lu              |                 |                 |
| Maggio          | Ma              | Me              | Gi              | Ve              | Sa              | Do              | Lu              | Ma              | Me              | Gi              | Ve              | Sa              | Do              | Lu              | Ma              | Me              | Gi              | Ve              | Sa              | Do              | Lu              | Ma              | Me              | Gi              | Ve              | Sa              | Do              | Lu              | Ma              | Me              | Gi              |                 |
| Giugno          | Ve              | Sa              | Do              | Lu              | Ma              | Me              | Gi              | Ve              | Sa              | Do              | Lu              | Ma              | Me              | Gi              | Ve              | Sa              | Do              | Lu              | Ma              | Me              | Gi              | Ve              | Sa              | Do              | Lu              | Ma              | Me              | Gi              | Ve              | Sa              |                 |                 |
| Luglio          | Do              | Lu              | Ma              | Me              | Gi              | Ve              | Sa              | Do              | Lu              | Ma              | Me              | Gi              | Ve              | Sa              | Do              | Lu              | Ma              | Me              | Gi              | Ve              | Sa              | Do              | Lu              | Ma              | Me              | Gi              | Ve              | Sa              | Do              | Lu              | Ma              |                 |
| Agosto          | Me              | Gi              | Ve              | Sa              | Do              | Lu              | Ma              | Me              | Gi              | Ve              | Sa              | Do              | Lu              | Ma              | Me              | Gi              | Ve              | Sa              | Do              | Lu              | Ma              | Me              | Gi              | Ve              | Sa              | Do              | Lu              | Ma              | Me              | Gi              | Ve              |                 |
| Settembre       | Sa              | Do              | Lu              | Ma              | Me              | Gi              | Ve              | Sa              | Do              | Lu              | Ma              | Me              | Gi              | Ve              | Sa              | Do              | Lu              | Ma              | Me              | Gi              | Ve              | Sa              | Do              | Lu              | Ma              | Me              | Gi              | Ve              | Sa              | Do              |                 |                 |
| Ottobre         | Lu              | Ma              | Me              | Gi              | Ve              | Sa              | Do              | Lu              | Ma              | Me              | Gi              | Ve              | Sa              | Do              | Lu              | Ma              | Me              | Gi              | Ve              | Sa              | Do              | Lu              | Ma              | Me              | Gi              | Ve              | Sa              | Do              | Lu              | Ma              | Me              |                 |
| Novembre        | Gi              | Ve              | Sa              | Do              | Lu              | Ma              | Me              | Gi              | Ve              | Sa              | Do              | Lu              | Ma              | Me              | Gi              | Ve              | Sa              | Do              | Lu              | Ma              | Me              | Gi              | Ve              | Sa              | Do              | Lu              | Ma              | Me              | Gi              | Ve              |                 |                 |
| Dicembre        | Sa              | Do              | Lu              | Ma              | Me              | Gi              | Ve              | Sa              | Do              | Lu              | Ma              | Me              | Gi              | Ve              | Sa              | Do              | Lu              | Ma              | Me              | Gi              | Ve              | Sa              | Do              | Lu              | Ma              | Me              | Gi              | Ve              | Sa              | Do              | Lu              |                 |